# Yuanli
Yuanli (chinesisch 苑裡鎮, Pinyin Yuànlǐ Zhèn, Hokkien Oán-lí-tìn, Hakka Yen-lî-chṳ́n) ist eine Stadtgemeinde (鎮,  Zhèn) im Landkreis Miaoli in der Republik China (Taiwan).

## Lage
Yuanli liegt im Südwesten des Landkreises Miaoli an der Küste zur Taiwanstraße. Das Gemeindegebiet hat ungefähr die Form eines Rechtecks mit den Abmessungen 3,6–5,6 km × 12–13 km, wobei eine kurze Seite des Rechtecks die Küstenlinie bildet. Im Südosten grenzt Yuanli in einem Abschnitt von etwa 2 km an den Da’an-Fluss (Da’anxi). Die angrenzenden Gemeinden sind im Landkreis Miaoli die Gemeinden Tongxiao im Norden und Sanyi im Osten, sowie im Süden der Stadtbezirk Dajia von Taichung.
Topographisch kann Yuanli in zwei Regionen unterteilt werden: das Huoyan-Hügelland (火炎山丘地) im Osten und Südosten und die Yuanli-Ebene (苑裡平原) an der Küste. Geologisch entspricht die Küstenebene einem nacheiszeitlich entstandenen Schwemmland aus den Ablagerungen der Flüsse Da’anxi (大安溪), Fanlixi (房裡溪) und Yuanlixi (苑裡溪). Der namensgebende Hauptgipfel Huoyanshan (火炎山, ) an der Grenze zur Nachbargemeinde Sanyi ist mit 602 m (nach anderen Angaben: 598 m) die höchste Erhebung. Wichtigste Fließgewässer sind die beiden kleinen Flüsse oder Bäche Yuanlixi (nördlich, ca. 16 km Länge) und Fanlixi (südlich, ca. 14 km Länge), die beide in den Huoyan-Bergen entspringen und in die Taiwanstraße münden.
Das Klima ist subtropisch warm und durch die Meeresnähe gemäßigt. In den Sommermonaten weht der Wind überwiegend aus Südwesten und in den Wintermonaten aus Nordosten. Der Großteil des Jahresniederschlags von etwa 1237 mm fällt im Frühjahr und Sommer, während die Wintermonate relativ trocken sind. In den Huoyan-Bergen tritt häufiger Nebel auf. Die Jahresmitteltemperatur in der Ebene liegt bei 21,9 °C mit Höchstwerten im Juli bei 27,7 °C und niedrigsten Werten im Januar bei 15,3 °C.

## Geschichte
Yuanli kam mit dem übrigen Taiwan im Jahr 1683 unter die formelle Herrschaft des chinesischen Kaiserreichs. Die heutigen Verwaltungsstrukturen gehen auf die Zeit der japanischen Herrschaft (1895–1945) zurück. Im Jahr 1945 kam Taiwan an die Republik China und Yuanli wurde eine Stadtgemeinde zunächst im Landkreis Hsinchu und ab 1950 im neu eingerichteten Landkreis Miaoli.

## Bevölkerung
Etwa 50 % der Bevölkerung gehören der Hakka-Volksgruppe an. Ende 2019 lebten 14 Angehörige indigener Völker in Yuanli, entsprechend einem Bevölkerungsanteil von 0,3 %.
| Gliederung von Yuanli |
|                       |

## Verwaltungsgliederung
Yuanli ist in 25 Ortsteile (里,  Li) untergliedert:
1 Yuanbei (苑北里)

2 Yuannan (苑南里)

3 Kezhuang (客庄里)

4 Yuandong (苑東里)

5 Yuangang (苑港里)

6 Xiping (西平里)

7 Xishi (西勢里)

8 Hai’an (海岸里)

9 Fangli (房裡里)

10 Xinfu (新復里)

11 Tianxin (田心里)

12 Zhongzheng (中正里)

13 Yuankeng (苑坑里)

14 Shuipo (水坡里)

15 Futian (福田里)

16 Shanjiao  (山脚里)

17 Jiushe (舊社里)

18 Sheling (社苓里)

19 Shangan (山柑里)

20 Yutian (玉田里)

21 Taitian (泰田里)

22 Shangguan  (上舘里)

23 Nanshi (南勢里)

24 Shizhen (石鎮里)

25 Jiaopu (蕉埔里)

## Verkehr
Die wichtigsten Straßenverbindungen sind die Nationalstraße 1 (Autobahn), die Yuanli zentral in Nord-Süd-Richtung durchquert, sowie die Provinzstraßen 61 und 1, die beide etwa parallel zur Küste verlaufen. Die wichtigsten Ost-West-Straßenverbindungen sind die Kreisstraßen 130 im Norden und 140 im Süden. Etwa 1 km östlich von Yuanli verläuft die Nationalstraße 3 (Autobahn). Die Küstenlinie (海線) der Taiwanischen Eisenbahn durchzieht Yuanli von der Küste kommend und biegt dann Richtung Südosten ab. An der Strecke gibt es einen Haltebahnhof. Außerdem verläuft die Trasse der Taiwanischen Hochgeschwindigkeitsbahn in gerader Linie durch Yuanli ohne Haltebahnhof.

## Besonderheiten
Das Naturschutzgebiet Huoyanshan (火炎山自然保留區, ) wurde 1986 eingerichtet und beinhaltet geologisch interessante Landschaften mit ausgedehnten Verwitterungszonen (Badlands) und Möglichkeiten zur Vogelbeobachtung. Der Name Huoyanshan („Flammender Berg“) rührt von dem rot leuchtenden Erscheinungsbild in der Abendsonne.
Im Ortsteil Yuangang befindet sich ein kleiner Fischereihafen (), der überwiegend touristischen Zwecken dient. Im Ortsteil Shanjiao befindet sich das denkmalgeschützte alte Haus der Familie Tsai (蔡家古厝, ) aus der ersten Hälfte des 19. Jahrhunderts, das einen Einblick in die traditionelle Architektur zu dieser Zeit gibt.

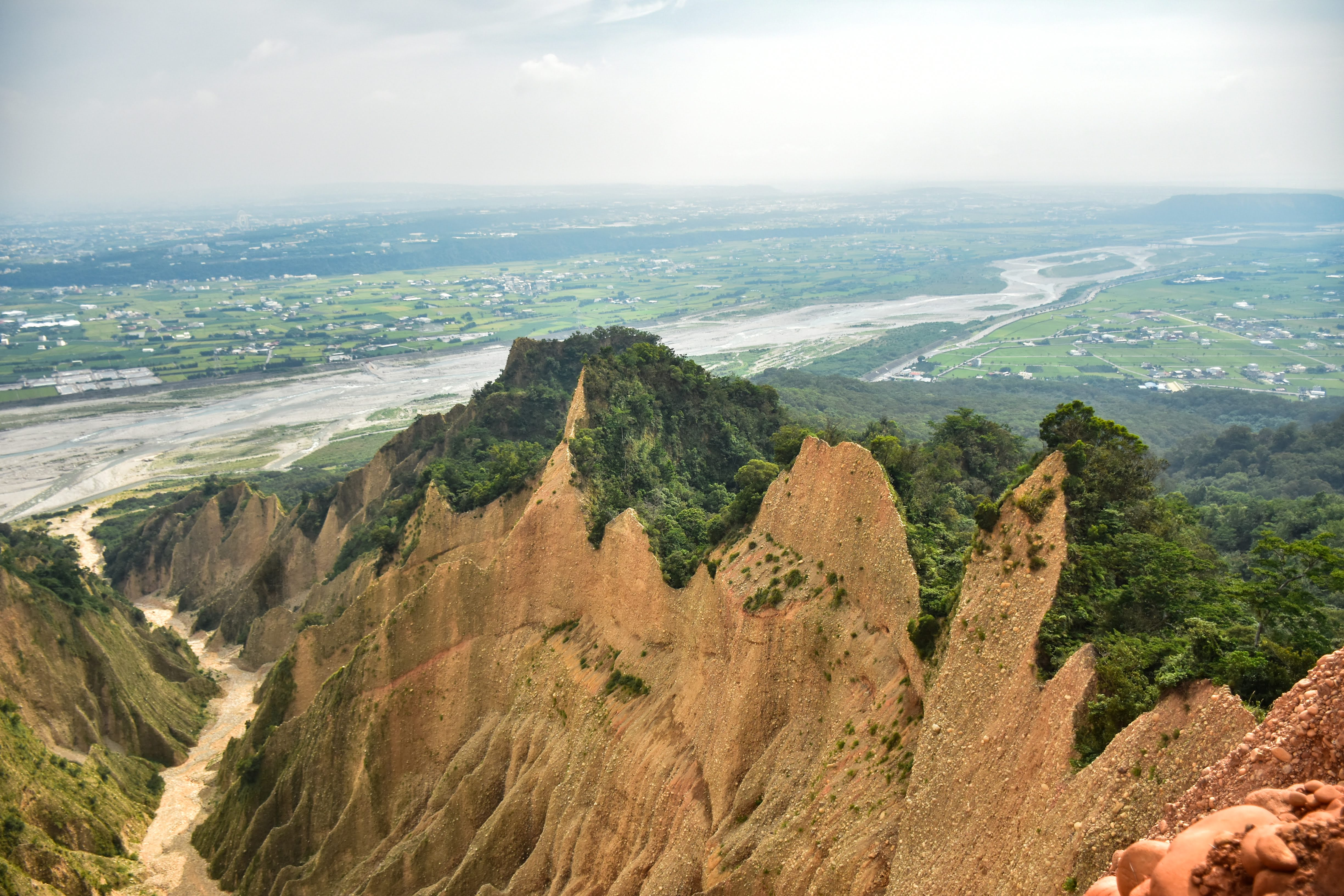
Blick von Huoyanshan auf den Da’an-Fluss
Haus der Familie Tsai